# Суходовка
Сухово́дка (укр. Суховодка) – село, расположенное на территории Борзнянского района Черниговской области (Украина) на правом берегу реки Борзенка. Расположено в 19 км на юго-восток от райцентра Борзны. Население — 14 чел. (на 2006 г.). Адрес совета: 16433, Черниговская обл., Борзнянский р-он, село Николаевка, ул.Хмельницького,36 , тел. 2-67-57.